# Terremoto de Sumatra de octubre de 2010
El terremoto de Sumatra de octubre de 2010 fue un terremoto de 7,7 {\displaystyle M_{\mathrm {w} }} que sacudió la isla de Sumatra, Indonesia, el 25 de octubre de 2010. El Centro de Alerta de Tsunamis del Pacífico de Honolulu emitió una alerta de tsunami, pero luego fue cancelada, debido a que el organismo precisó que "no había peligro de tsunami luego del análisis de los registros históricos de esos fenómenos”. Sin embargo, horas más tarde, se pudo comprobar que el tsunami finalmente si se había producido.
En las horas posteriores al terremoto y al tsunami, se produjo una erupción en el volcán Merapi, obligando a evacuar a más de 14 000 personas.
El terremoto provocó unos 711 muertos y 4.000 desplazados.